# Safia praeusta
Safia praeusta là một loài bướm đêm trong họ Noctuidae.